# AC0
AC0 ist eine Komplexitätsklasse in der Schaltkreiskomplexität, einem Teilgebiet der Komplexitätstheorie.
Sie enthält alle Funktionen, die von Schaltkreisfamilien mit Tiefe {\displaystyle O(1)} und polynomieller Größe mit Und-Gattern/Oder-Gattern mit unbeschränktem Fan-In, und eventuell Nicht-Gattern an den Eingängen berechnet werden können. Sie ist die kleinste Klasse in der AC-Hierarchie und liegt über NC0, das nur Gatter mit beschränktem Fan-In erlaubt.
In der deskriptiven Komplexitätstheorie entspricht DLOGTIME-uniformes AC0 der deskriptiven Klasse FO+BIT der Sprachen, die in Logik erster Stufe mit dem BIT-Operator beschrieben werden können, der Klasse FO(+, {\displaystyle \times }), und der logarithmischen Hierarchie.
1984 zeigten Furst, Saxe und Sipser, dass die Parity-Funktion nicht in AC0 liegt. Daraus folgt, dass auch die Majority-Funktion nicht in AC0 liegt. Daraus folgt, dass AC0 ungleich NC1 ist. Addition und Subtraktion ganzer Zahlen liegen in AC0, Multiplikation dagegen nicht (zumindest mit den gewöhnlichen Darstellungen zur Basis 2 oder 10).
Nimmt man zusätzlich zu AND, OR, NOT allgemeine modulare Gatter hinzu, hat man die Komplexitätsklasse ACC0. Dabei sind Mod-Gatter (modulare Gatter) Verallgemeinerungen von XOR-Gattern: Bei einem {\displaystyle \mod m}-Gatter mit {\displaystyle n} Eingängen ist das Output genau dann Null, falls die Anzahl der Einsen in den Inputs ein Vielfaches von {\displaystyle m} ist. Für {\displaystyle m=2} ergibt sich das XOR-Gatter. 